# حسن علوی سبزواری
حسن علوی سبزواری (۱۲۶۰ – اسفند ۱۳۱۹) معروف به آیت‌الله‌زاده از مالکان بزرگ سبزوار و نماینده این حوزهٔ انتخابیه در هفت دوره مجلس شورای ملی بود.
پدرش میرزا حسین علوی سبزواری، مجتهد بزرگ شهر بود. خودش نیز تحصیلات دینی کرد و سلک پدر را ادامه داد اما در پی فرمان متحدالشکل شدن لباس در دوران رضا شاه پهلوی در سال ۱۳۰۷ از لباس روحانیت درآمد. او در آذر ۱۳۰۴ با کسب ۲۲۹۱ رأی به عنوان نماینده سبزوار در مجلس مؤسسان حضور یافت که با تغییر قانون اساسی به سلطنت خاندان پهلوی رسمیت بخشید. سال بعد نیز به نمایندگی سبزوار در مجلس شورای ملی انتخاب شد (دوره ششم) و کرسی خود را تا دوره دوازدهم حفظ کرد. در همین دوره اخیر و در حالی که هنوز نماینده بود، درگذشت.